# Acyphas hololeuca
Acyphas hololeuca är en fjärilsart som beskrevs av Edward Meyrick 1891. Acyphas hololeuca ingår i släktet Acyphas och familjen tofsspinnare. Inga underarter finns listade i Catalogue of Life.